# Сеговія
Сего́вія (ісп. Segovia) — місто в Іспанії з населенням близько 55 тисяч мешканців, адміністративний центр провінції Сеговія в Кастилії і Леоні. Разом з Толедо і Авілою, це одне з трьох міст-музеїв, розташованих поблизу іспанської столиці. З 1985 року історичний центр Сеговії занесений до списку Світової спадщини ЮНЕСКО. Патрон — Діва Фуенсіслівська.

## Географія
Розташована за 90 км на північний захід від Мадрида на скелястій височині між річками Ересма і Кламорес.

### Клімат
Місто знаходиться у зоні, котра характеризується середземноморським кліматом. Найтепліший місяць — липень із середньою температурою 21.6 °C (70.9 °F). Найхолодніший місяць — січень, із середньою температурою 4 °С (39.2 °F).
| Клімат Сеговії          | Клімат Сеговії | Клімат Сеговії | Клімат Сеговії | Клімат Сеговії | Клімат Сеговії | Клімат Сеговії | Клімат Сеговії | Клімат Сеговії | Клімат Сеговії | Клімат Сеговії | Клімат Сеговії | Клімат Сеговії | Клімат Сеговії |
| Показник                | Січ.           | Лют.           | Бер.           | Квіт.          | Трав.          | Черв.          | Лип.           | Серп.          | Вер.           | Жовт.          | Лист.          | Груд.          | Рік            |
| Середній максимум, °C   | 7,7            | 9,6            | 12,6           | 14,1           | 18,3           | 24,1           | 28,8           | 28,3           | 23,8           | 17,1           | 11,5           | 8,5            | 17             |
| Середня температура, °C | 4              | 5,5            | 7,6            | 9,1            | 12,9           | 17,7           | 21,6           | 21,4           | 17,8           | 12,4           | 7,6            | 5,1            | 11,9           |
| Середній мінімум, °C    | 0,3            | 1,3            | 2,6            | 4              | 7,5            | 11,3           | 14,4           | 14,4           | 11,8           | 7,7            | 3,6            | 1,6            | 6,7            |
| Норма опадів, мм        | 38             | 34             | 30             | 47             | 60             | 38             | 21             | 21             | 30             | 46             | 48             | 50             | 464            |
| Днів з опадами          | 7              | 7              | 6              | 8              | 10             | 5              | 3              | 3              | 4              | 7              | 8              | 8              | 76             |
| Днів зі снігом          | 3              | 3              | 2              | 2              | 0              | 0              | 0              | 0              | 0              | 0              | 1              | 1              | 13             |
| Вологість повітря, %    | 75             | 70             | 63             | 63             | 61             | 54             | 46             | 47             | 55             | 65             | 73             | 77             | 63             |
| ----------------------- | -------------- | -------------- | -------------- | -------------- | -------------- | -------------- | -------------- | -------------- | -------------- | -------------- | -------------- | -------------- | -------------- |
| Джерело: Weatherbase    |                |                |                |                |                |                |                |                |                |                |                |                |                |

## Історія
Місто було засноване у 80 році до н. е. римлянами. В період з 714 по 1085 роки воно знаходилося під владою маврів, а після цього було захоплене силами кастильського короля Альфонсом VI, що зробив його на наступні два століття королівською резиденцією. В 1474 році тут була коронована Ізабелла I.

## Релігія
- Центр Сеговійської діоцезії Католицької церкви.

## Пам'ятки
- Сеговійський собор — катедральний собор, закладений в 1525 році за наказом Карла V Габсбурга;
- Акведук Сеговії завдовжки 728 м і заввишки 28 м, що здіймається над містом і його околицею;
- Алькасар у Сеговії — одна з найграндіозніших резиденцій іспанських правителів.
- Церква Ла Вера Крус, що була однією з резиденцій ордену тамплієрів з 1208 року до ліквідації ордену.
- Монастир Санта-Крус-ла-Реаль
- Монастир Ель-Парраль
- Музей Сеговії
- Музей Сучасного Мистецтва імені Естебана Вісенте
- Музей Солоага
- Будинок-музей Антоніо Мачадо

## Міста побратими
- Бристоль
- Единбург
- Тур (місто)
- Тусон
- Навалькарнеро

## Галерея

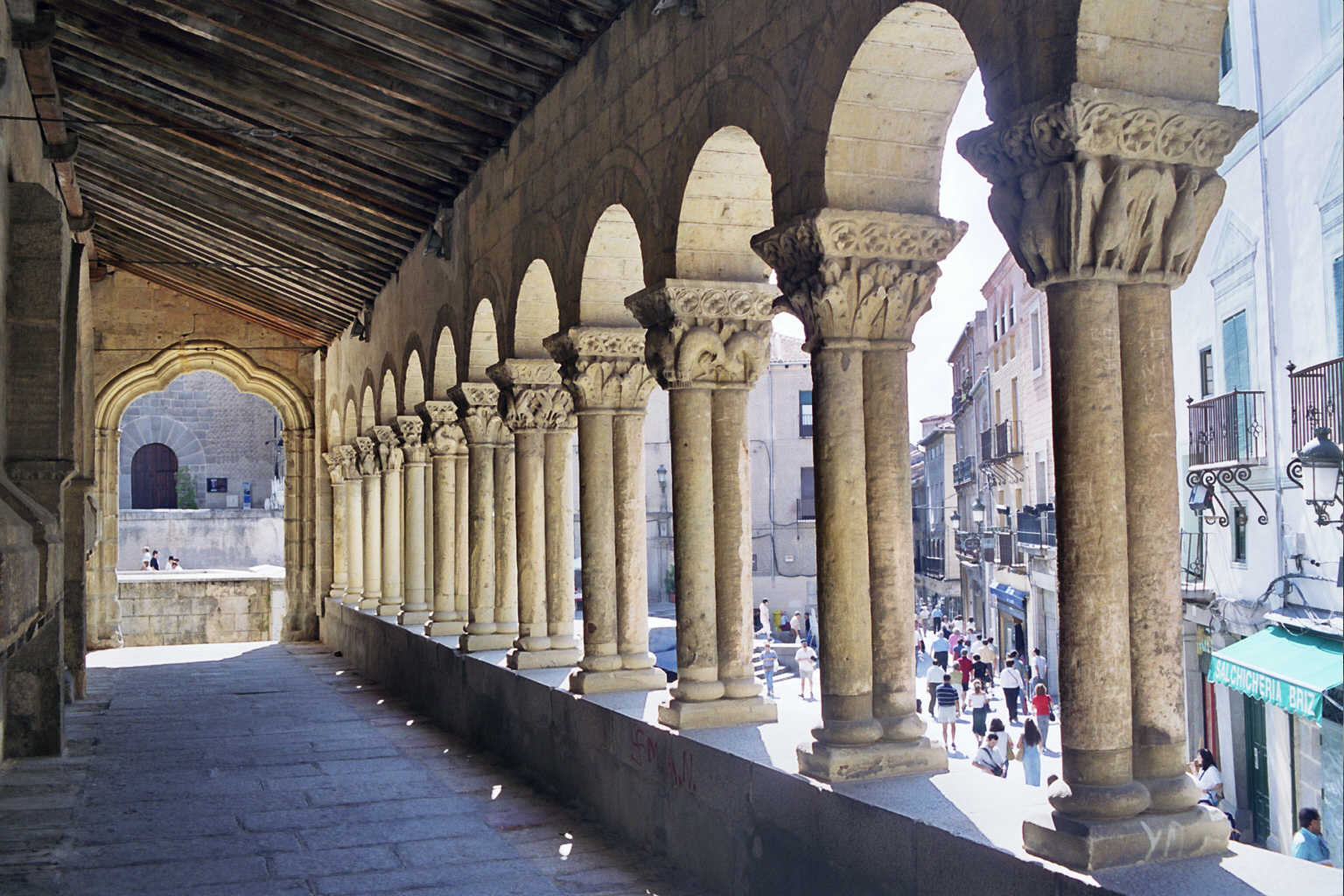
Інтер'єр церкви св. Мартина
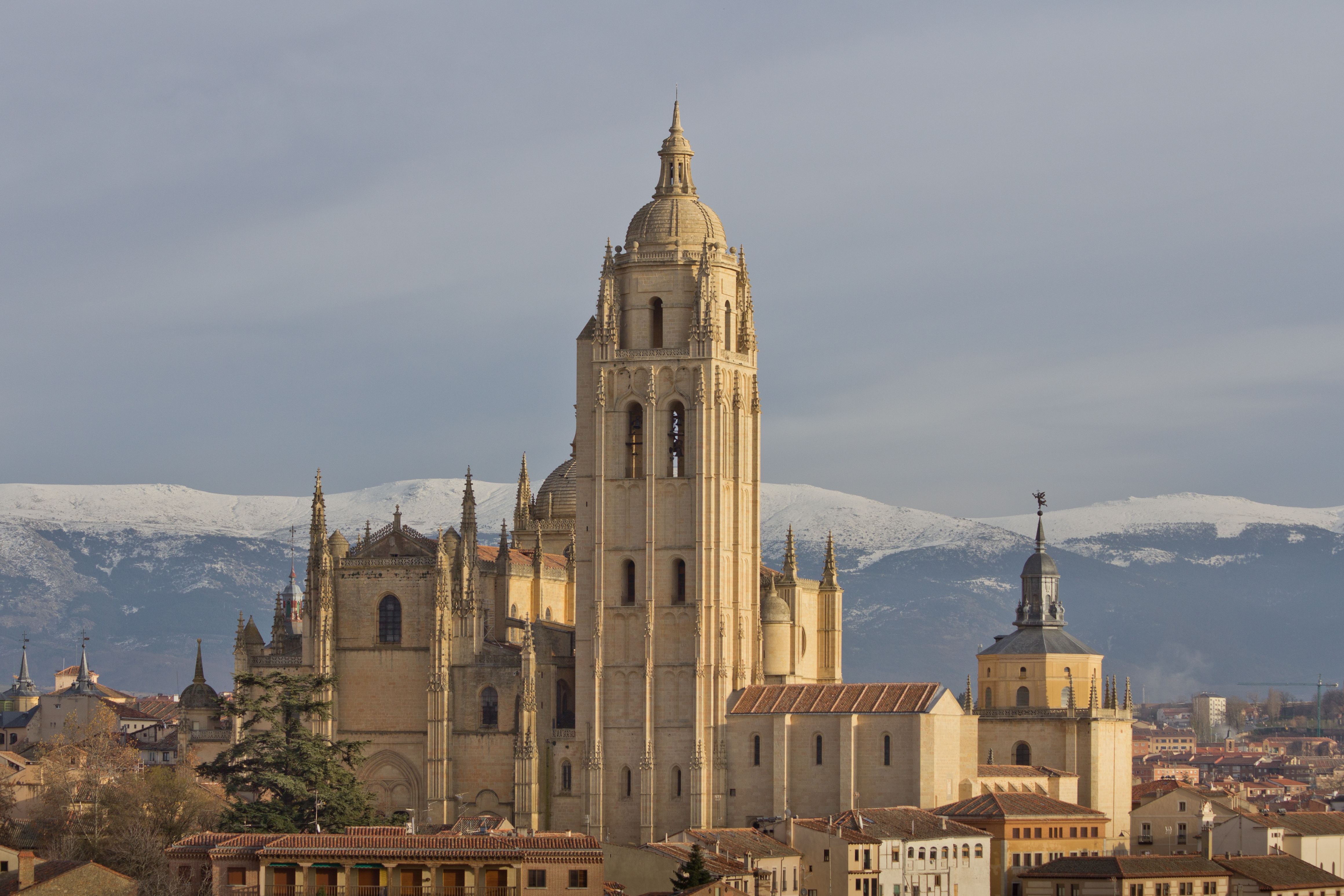
Вид на задній фасад Сеговійського собору, міські стіни 8 століття і гори Сьєрра-де-Ґуадаррама
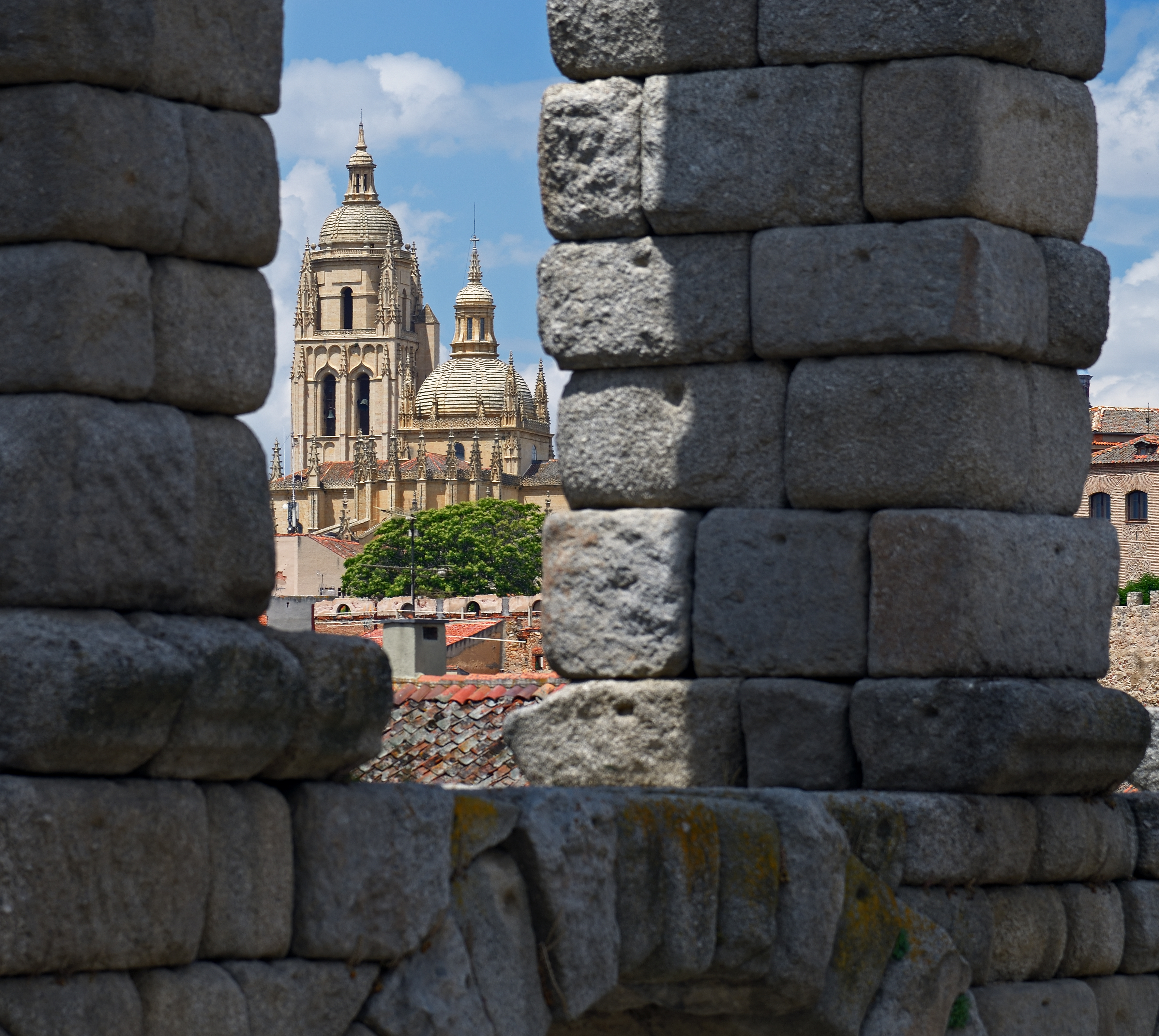
Погляд на Сеговійський собор крізь арки акведука
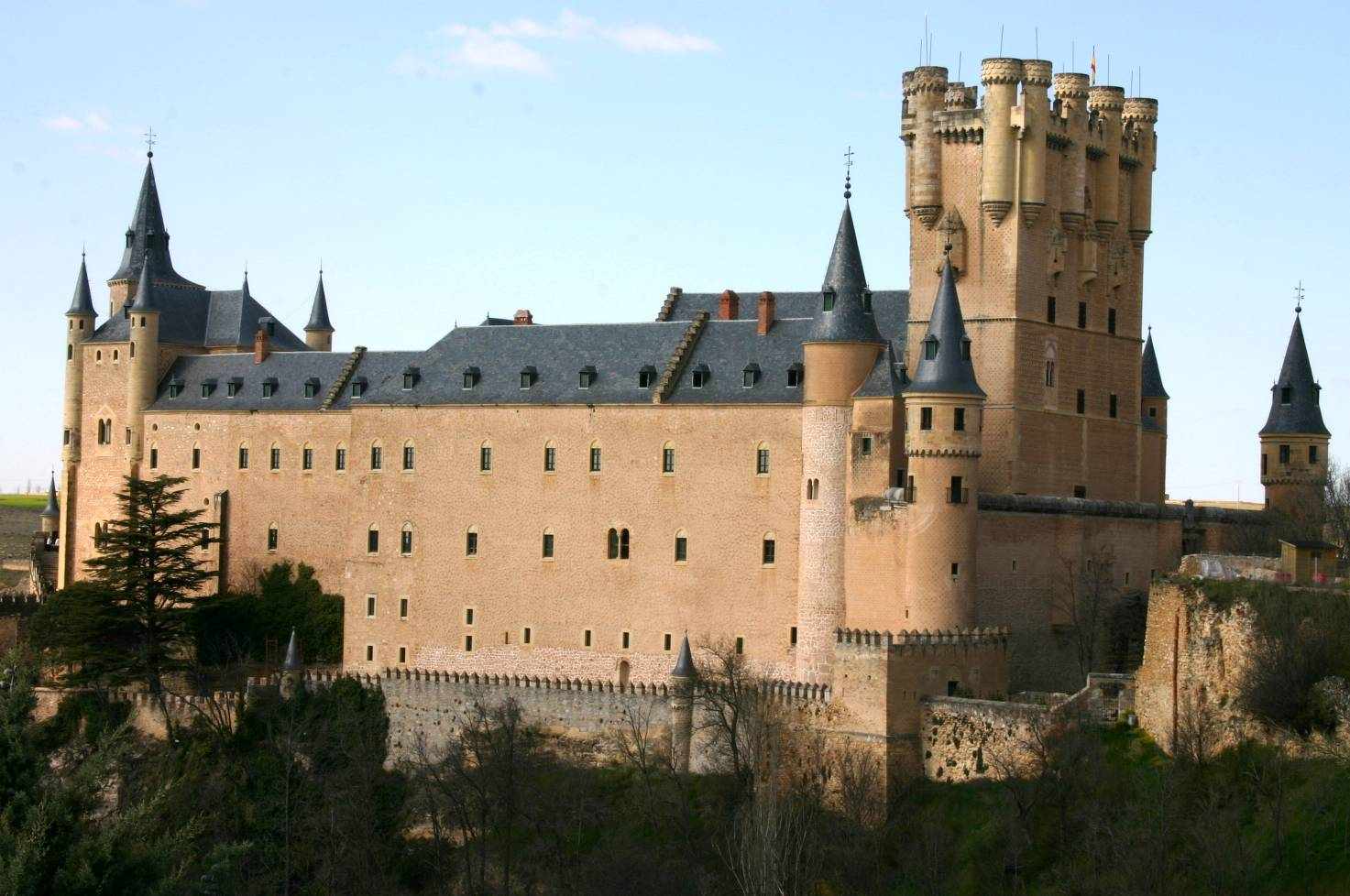
Алькасар
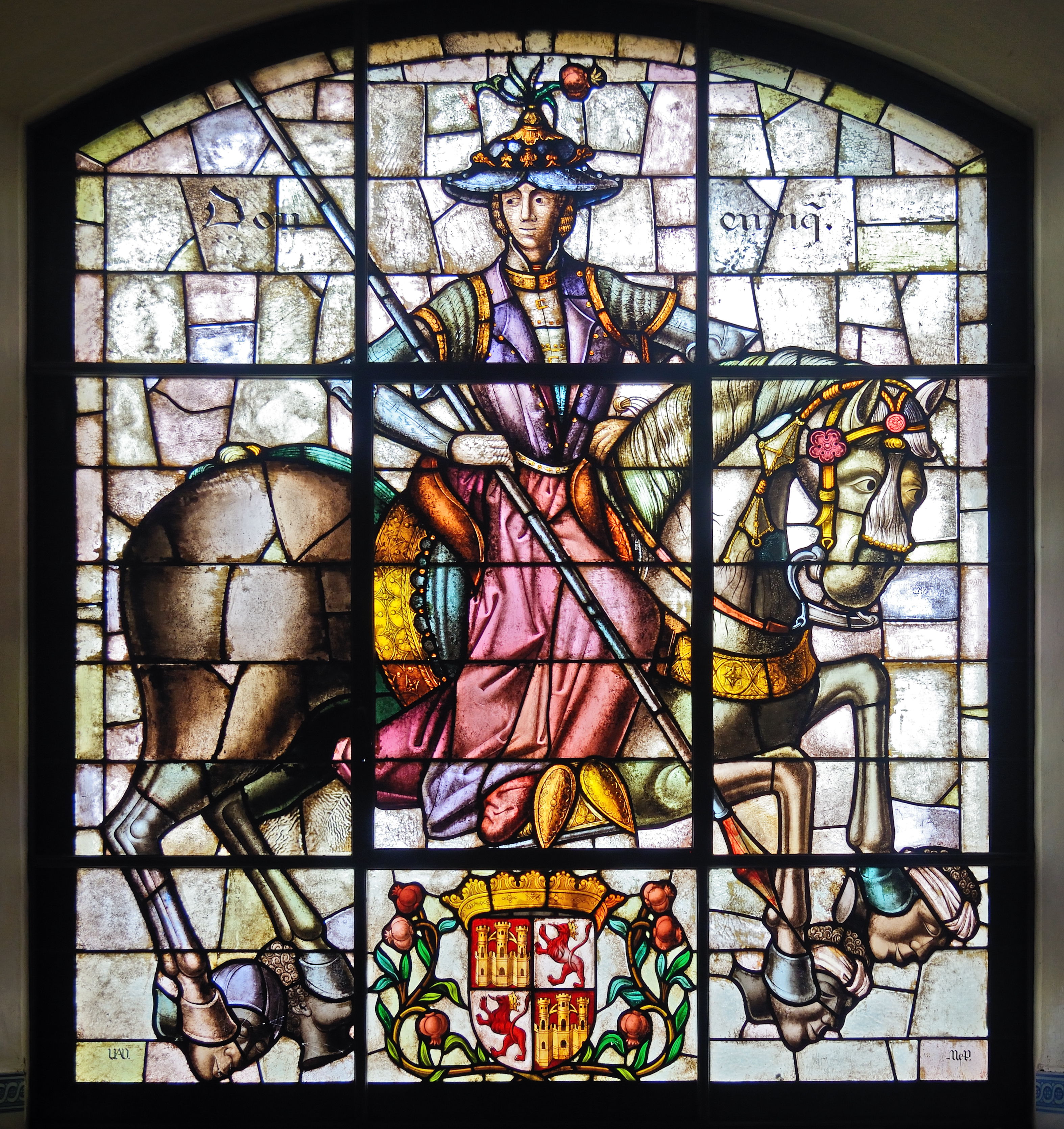
Король Генрі IV Кастільський. Вітраж в Алькасарі
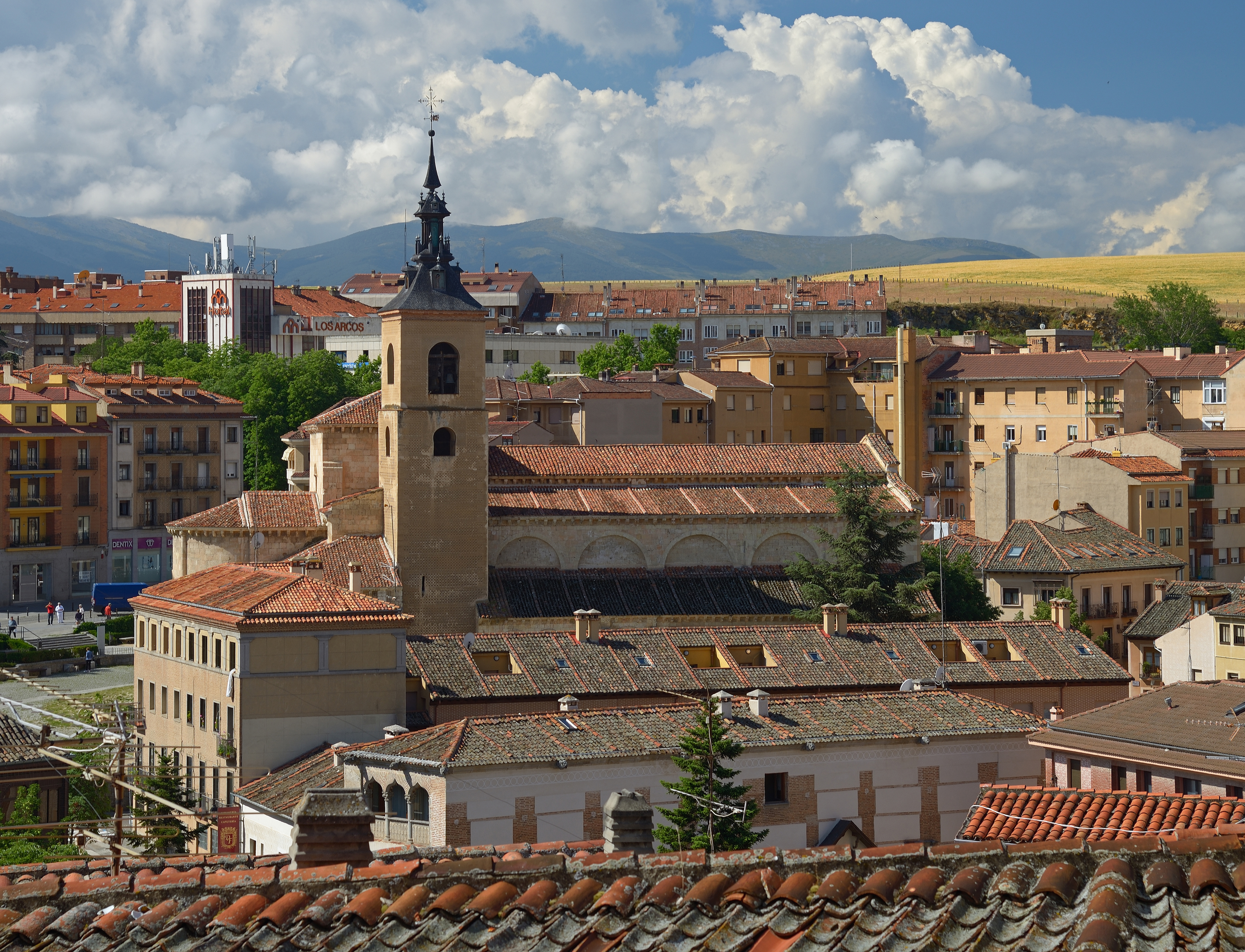
Церква Сан Мартін. Вигляд з вул. Сервантеса
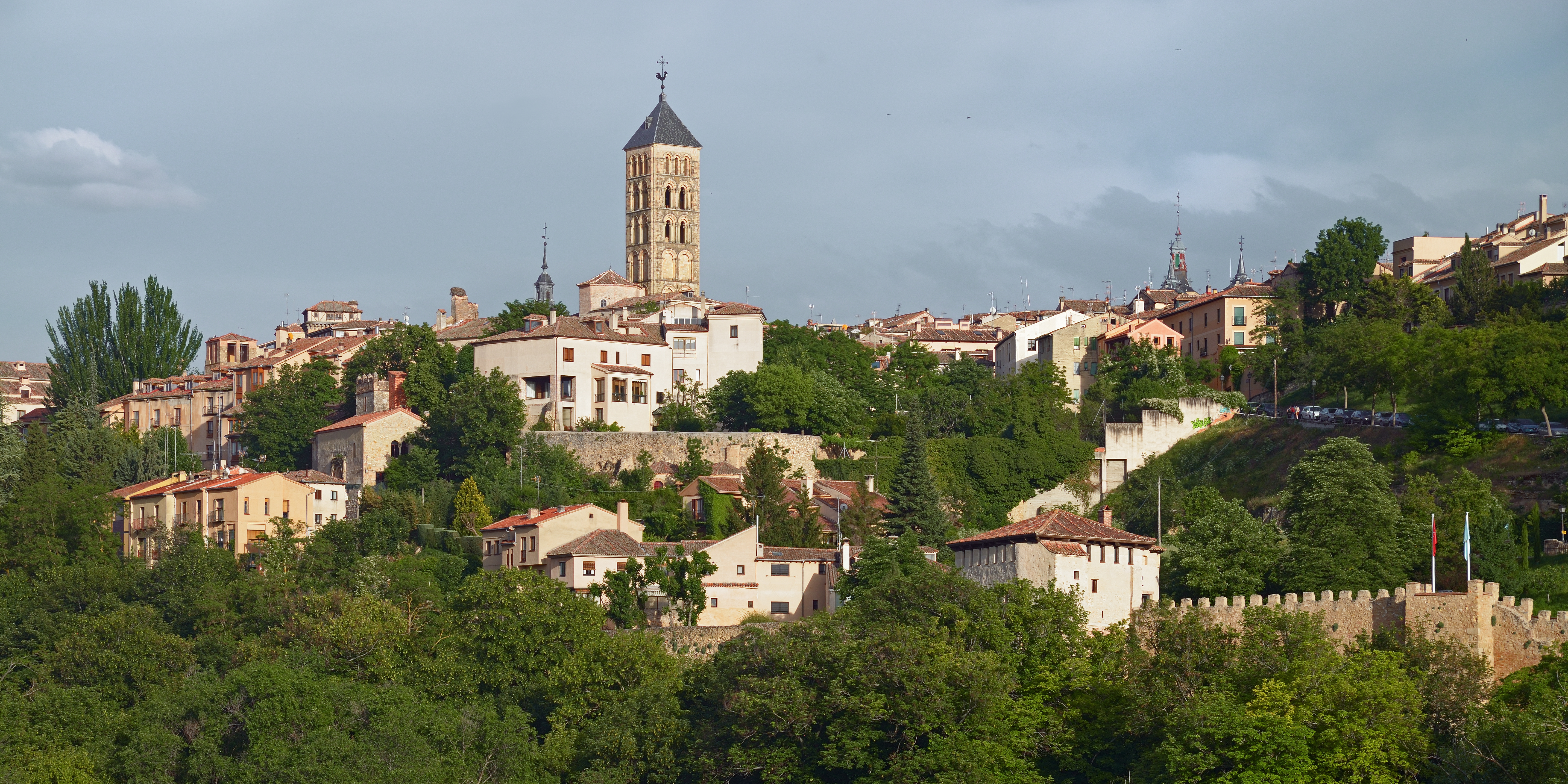
Церква Сан Естебана
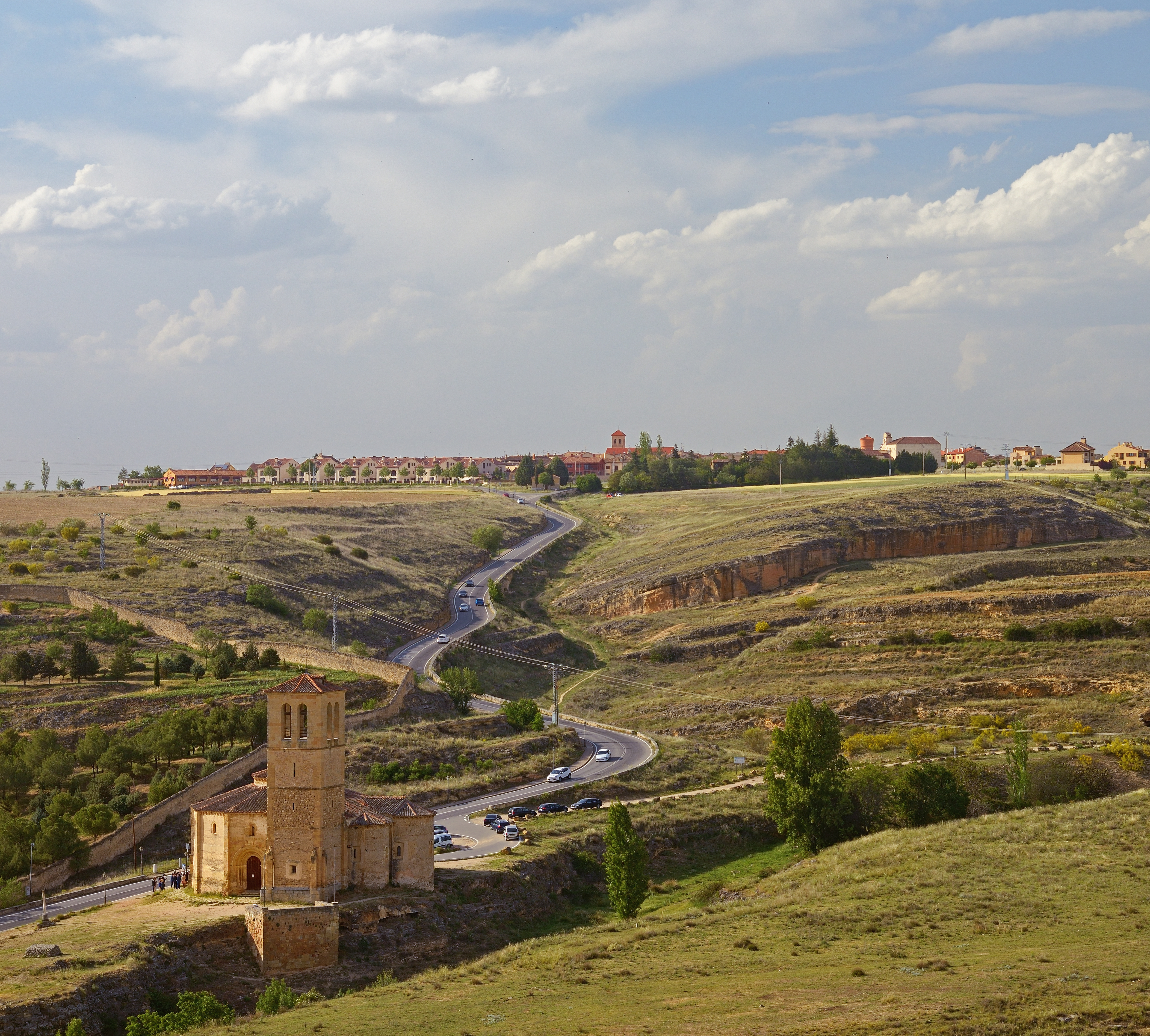
Церква Vera Cruz. Вигляд з Алькасару
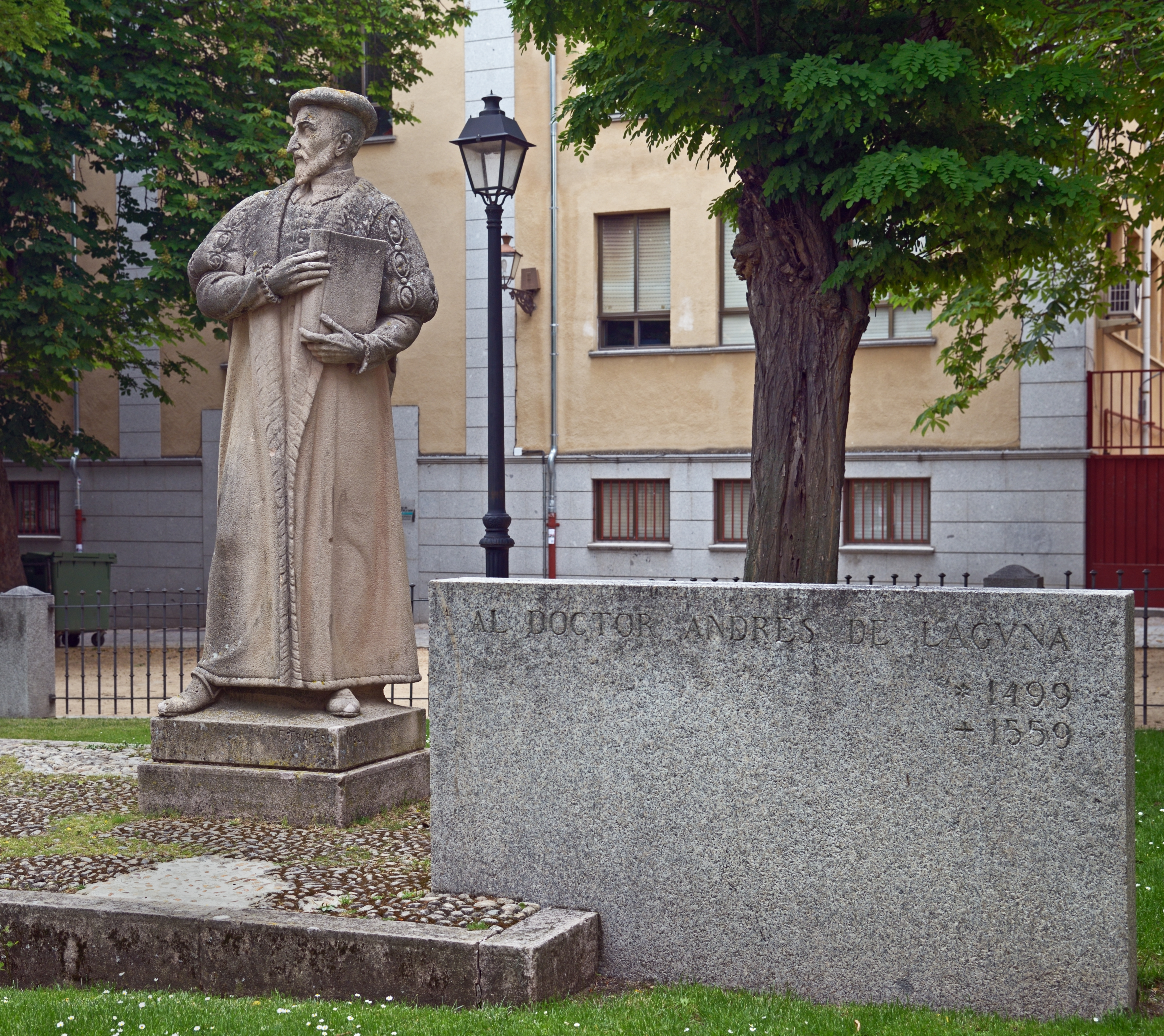
Пам'ятник Андресу Лагуні[en]